# Christinus
Christinus is een geslacht van hagedissen dat behoort tot de gekko's (Gekkota) en de familie Gekkonidae.

## Naam en indeling
De wetenschappelijke naam van de groep werd voor het eerst voorgesteld door Richard Walter Wells en Cliff Ross Wellington in 1983. Er zijn drie soorten, de hagedissen werden eerder aan andere geslachten toegekend, zoals Phyllodactylus, Diplodactylus, Goniodactylus en Gonatodes.
De geslachtsnaam Christinus is een eerbetoon aan een zekere Christine Biggs.

## Verspreiding en habitat
De hagedissen komen endemisch voor in delen van Australië en leven in de deelstaten New South Wales, Victoria, West-Australië en Zuid-Australië. De habitat bestaat uit scrublands, bossen, rotsige omgevingen, kliffen langs de kust en grotten. Ook in door de mens aangepaste streken zoals landelijke tuinen en stedelijke gebieden kunnen de dieren worden aangetroffen.

## Beschermingsstatus
Door de internationale natuurbeschermingsorganisatie IUCN is aan alle soorten een beschermingsstatus toegewezen. Twee soorten worden beschouwd als 'veilig' (Least Concern of LC) en een soort als 'kwetsbaar' (Vulnerable of VU).

## Soorten
Het geslacht omvat de volgende soorten, met de auteur en het verspreidingsgebied.
| Naam                  | Auteur          | Verspreidingsgebied                                                   | Beschermingsstatus |
| --------------------- | --------------- | --------------------------------------------------------------------- | ------------------ |
| Christinus alexanderi | Storr, 1987     | Australië (West-Australië)                                            |                    |
| Christinus guentheri  | Boulenger, 1885 | Australië (New South Wales)                                           |                    |
| Christinus marmoratus | Gray, 1845      | Australië (New South Wales, Victoria, West-Australië, Zuid-Australië) |                    |